# 牌坊村 (广安市广安区)
牌坊村，中华人民共和国四川省广安市广安区协兴镇所辖行政村。行政区划代码511602102218。牌坊村原名姚坪里，清朝乾隆年间，该村邓时敏曾任大理寺正卿，后人在村口建立牌坊纪念此人，该村因而得名牌坊村。1904年8月22日，邓小平出生于此村，并在此生活至1919年。邓小平故居位于牌坊村五组。村内有翰林小学，邓小平曾在此就读（当时称作翰林院子）。
1962年，牌坊村曾更名为“伟人大队”；1963年，复名牌坊村；1966年，更名为“反修大队”；1977年，恢复原名。2002年，与深圳龙岗区南湾街道南岭村结成友好村。